# Sebastian Peregrin Zwyer

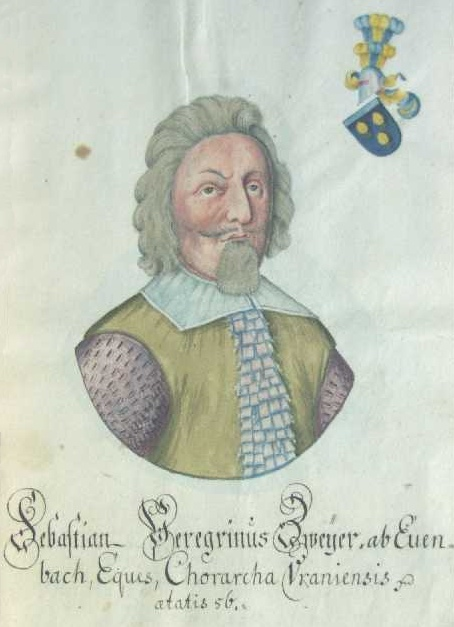
Sebastian Peregrin Zwyer

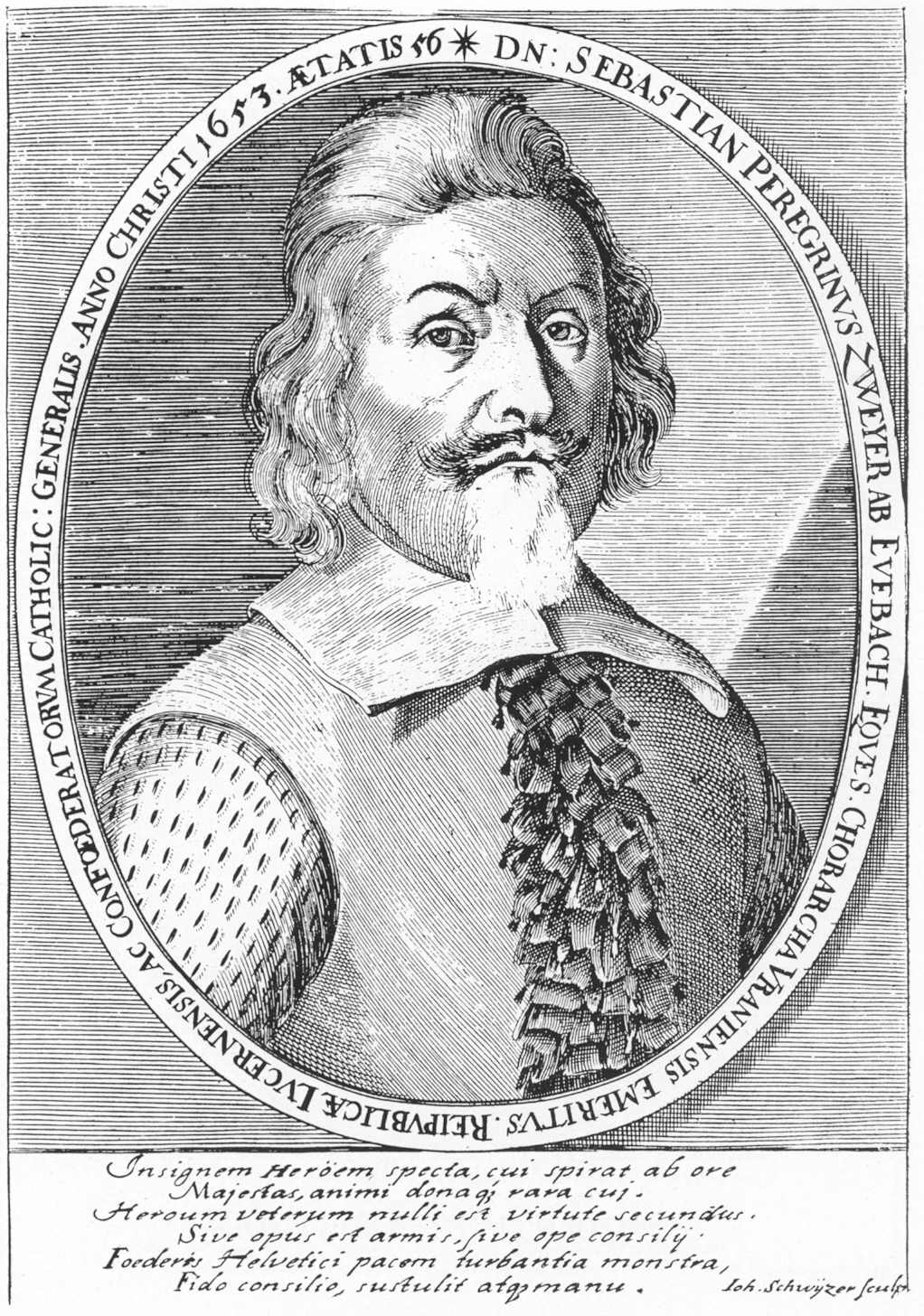
Sebastian Peregrin Zwyer

Sebastian Peregrin Zwyer (von Evebach) (* 1597 vermutlich in Klingnau; † 15. Februar 1661 in Altdorf UR, Kanton Uri) war ein Schweizer Militär, Diplomat und Politiker aus dem Geschlecht der Zwyer von Evibach.

## Leben
Zwyer wurde 1610 bereits im Alter von 13 Jahren in das Schweizerregiment in Mailand aufgenommen. 1619 trat er in das habsburgische kaiserliche Heer ein und wurde 1642 Kaiserlicher Feldmarschall-Leutnant. 1644 erwarb er zusammen mit seinem Bruder Johann Franz Zwyer die Herrschaft und Schloss Hilfikon (in heutigen Kanton Aargau) und wurde Statthalter zu Uri und Tagsatzungsgesandter, ab 1648 Landammann. Von 1653 bis 1656 war er Oberbefehlshaber der Schweizer Armee und führte 1653 die innerschweizerischen Truppen („Luzerner Truppen“) im Bauernkrieg. Im ersten Villmergerkrieg 1656 wurde seine Kriegführung gegen Zürich angezweifelt und kritisiert; es kam zum „Zwyerhandel“.
Zwyer starb 1661 in Altdorf. Von den zehn Kindern aus der 1619 geschlossenen Ehe mit Maria von Roll, der Tochter des Urner Landammanns Johann Peter von Roll, überleben acht den Vater. Das Geschlecht Zwyers starb 1836 mit Freiherr Franz Sigmund Zweyer, Königlich bayerischer Generalleutnant, aus.